# Natação nos Jogos Olímpicos de Verão de 2008 - 200 m medley masculino
A competição dos 200 metros medley masculino nos Jogos Olímpicos de Verão de 2008 acontecem entre os dias 13 e 15 de agosto no Centro Aquático Nacional de Pequim.

## Medalhistas
| Ouro   | USA Michael Phelps |
| Prata  | HUN László Cseh    |
| Bronze | USA Ryan Lochte    |

## Recordes
Antes desta competição, os recordes mundiais e olímpicos da prova eram os seguintes:
| Tipo | Atleta             | Tempo   | Local  | Data                 | Ref |
| ---- | ------------------ | ------- | ------ | -------------------- | --- |
|      | USA Michael Phelps | 1:54.80 | Omaha  | 5 de julho de 2008   | ver |
|      | USA Michael Phelps | 1:57.14 | Atenas | 19 de agosto de 2004 |     |

## Eliminatórias
| Pos. | Bateria | Raia | Nadador                       | CON                   | Tempo   | Notas |
| ---- | ------- | ---- | ----------------------------- | --------------------- | ------- | ----- |
| 1    | 5       | 4    | Ryan Lochte                   | USA Estados Unidos    | 1:58.15 | Q     |
| 2    | 4       | 4    | László Cseh                   | HUN Hungria           | 1:58.29 | Q     |
| 3    | 5       | 5    | Thiago Pereira                | BRA Brasil            | 1:58.41 | Q     |
| 4    | 4       | 6    | Ken Takakuwa                  | JPN Japão             | 1:58.51 | Q     |
| 5    | 4       | 7    | Bradley Ally                  | BAR Barbados          | 1:58.57 | Q     |
| 6    | 6       | 4    | Michael Phelps                | USA Estados Unidos    | 1:58.65 | Q     |
| 7    | 5       | 7    | Alessio Boggiatto             | ITA Itália            | 1:58.80 | Q     |
| 8    | 6       | 2    | Takuro Fujii                  | JPN Japão             | 1:59.19 | Q     |
| 9    | 5       | 1    | Keith Beavers                 | CAN Canadá            | 1:59.19 | Q     |
| 10   | 6       | 1    | Darian Townsend               | RSA África do Sul     | 1:59.22 | Q     |
| 11   | 6       | 6    | Vytautas Janusaitis           | LTU Lituânia          | 1:59.63 | Q     |
| 12   | 3       | 1    | Gal Nevo                      | ISR Israel            | 1:59.66 | Q     |
| 13   | 6       | 5    | James Goddard                 | GBR Grã-Bretanha      | 1:59.74 | Q     |
| 14   | 4       | 5    | Liam Tancock                  | GBR Grã-Bretanha      | 1:59.79 | Q     |
| 15   | 5       | 6    | Leith Brodie                  | AUS Austrália         | 1:59.96 | Q     |
| 16   | 4       | 3    | Dinko Jukic                   | AUT Áustria           | 2:00.57 | Q     |
| 17   | 5       | 3    | Tamas Kerekjarto              | HUN Hungria           | 2:00.60 |       |
| 18   | 6       | 3    | Brian Johns                   | CAN Canadá            | 2:00.66 |       |
| 19   | 6       | 7    | Diogo Carvalho                | POR Portugal          | 2:00.66 |       |
| 20   | 3       | 6    | Mihail Alexandrov             | BUL Bulgária          | 2:00.70 |       |
| 21   | 5       | 2    | Dean Kent                     | NZL Nova Zelândia     | 2:01.12 |       |
| 22   | 6       | 8    | Alexander Tikhonov            | RUS Rússia            | 2:01.21 |       |
| 23   | 3       | 5    | Ioannis Kokkodis              | GRE Grécia            | 2:01.22 |       |
| 24   | 3       | 8    | Jeremy Knowles                | BAH Bahamas           | 2:01.35 |       |
| 25   | 2       | 6    | Gard Kvale                    | NOR Noruega           | 2:01.52 |       |
| 26   | 4       | 2    | Łukasz Wójt                   | POL Polônia           | 2:01.54 |       |
| 27   | 2       | 3    | Miguel Molina                 | PHI Filipinas         | 2:01.61 |       |
| 28   | 2       | 4    | Vadym Lepskyy                 | UKR Ucrânia           | 2:01.73 |       |
| 29   | 3       | 7    | Sasa Impric                   | CRO Croácia           | 2:01.83 |       |
| 30   | 1       | 7    | Omar Pinzón                   | COL Colômbia          | 2:02.28 |       |
| 31   | 2       | 2    | Tomas Fucik                   | CZE República Checa   | 2:02.85 |       |
| 32   | 1       | 5    | Chris Christensen             | DEN Dinamarca         | 2:02.93 |       |
| 33   | 4       | 1    | Brenton Cabello               | ESP Espanha           | 2:03.08 |       |
| 34   | 3       | 4    | Jingyu Qu                     | CHN China             | 2:03.15 |       |
| 35   | 4       | 8    | Martin Liivamägi              | EST Estônia           | 2:03.56 |       |
| 36   | 2       | 5    | Nicholas Bovell               | TRI Trinidad e Tobago | 2:03.90 |       |
| 37   | 3       | 3    | Dmitriy Gordiyenko            | KAZ Cazaquistão       | 2:03.92 |       |
| 38   | 1       | 1    | Andrejs Duda                  | LAT Letônia           | 2:04.18 |       |
| 39   | 5       | 8    | Robin van Aggele              | NED Países Baixos     | 2:04.33 |       |
| 40   | 3       | 2    | Markus Deibler                | GER Alemanha          | 2:04.54 |       |
| 41   | 1       | 2    | Mehdi Hamama                  | ALG Argélia           | 2:04.91 |       |
| 42   | 2       | 8    | Serkan Atasay                 | TUR Turquia           | 2:05.25 |       |
| 43   | 2       | 1    | Leopoldo José Andara González | VEN Venezuela         | 2:05.71 |       |
| 44   | 1       | 4    | Meomho Park                   | KOR Coreia do Sul     | 2:06.17 |       |
| 45   | 1       | 3    | Iurii Zakharov                | KGZ Quirguistão       | 2:07.01 |       |
| 46   | 1       | 6    | Danil Bugakov                 | UZB Uzbequistão       | 2:10.04 |       |
| 47   | 2       | 7    | Andrew Bree                   | IRL Irlanda           | DNS     |       |

## Semi-finais
| Pos. | Bateria | Raia | Nadador                 | Tempo   | Notas |
| ---- | ------- | ---- | ----------------------- | ------- | ----- |
| 1    | 2       | 4    | USA Ryan Lochte         | 1:57.69 | Q     |
| 2    | 1       | 3    | USA Michael Phelps      | 1:57.70 | Q     |
| 3    | 2       | 5    | BRA Thiago Pereira      | 1:58.06 | Q     |
| 4    | 1       | 4    | HUN Laszlo Cseh         | 1:58.19 | Q     |
| 5    | 1       | 5    | JPN Ken Takakuwa        | 1:58.49 | Q     |
| 6    | 2       | 1    | GBR James Goddard       | 1:58.63 | Q     |
| 7    | 1       | 1    | GBR Liam Tancock        | 1:59.42 | Q     |
| 8    | 1       | 6    | CAN Keith Beavers       | 1:59.43 | Q     |
| 9    | 2       | 3    | BAR Bradley Ally        | 1:59.53 |       |
| 10   | 2       | 2    | JPN Takuro Fujii        | 1:59.59 |       |
| 11   | 1       | 2    | RSA Darian Townsend     | 1:59.65 |       |
| 12   | 2       | 6    | ITA Alessio Boggiatto   | 1:59.77 |       |
| 13   | 1       | 7    | ISR Gal Nevo            | 2:00.43 |       |
| 14   | 2       | 8    | AUS Leith Brodie        | 2:00.57 |       |
| 15   | 2       | 7    | LTU Vytautas Janusaitis | 2:00.76 |       |
| 16   | 1       | 8    | AUT Dinko Jukic         | 2:00.98 |       |

## Final
| Pos.              | Raia | Nadador            | Tempo   | Notas |
| ----------------- | ---- | ------------------ | ------- | ----- |
| Medalha de ouro   | 5    | USA Michael Phelps | 1:54.23 | WR    |
| Medalha de prata  | 6    | HUN László Cseh    | 1:56.52 | ER    |
| Medalha de bronze | 4    | USA Ryan Lochte    | 1:56.53 |       |
| 4                 | 3    | BRA Thiago Pereira | 1:58.14 |       |
| 5                 | 2    | JPN Ken Takakuwa   | 1:58.22 | AS    |
| 6                 | 7    | GBR James Goddard  | 1:59.24 |       |
| 7                 | 8    | CAN Keith Beavers  | 1:59.43 |       |
| 8                 | 1    | GBR Liam Tancock   | 2:00.76 |       |

Legenda
| Recorde mundial      | Recorde mundial (World record)               |                       | Recorde africano                      | Recorde africano (African) |                                           | Q | Classificado por posição (Qualified) |
| Recorde olímpico     | Recorde olímpico (Olympic record)            | Recorde da América    | Recorde da América (Americas)         | q                          | Classificado por melhor tempo (Qualified) |   |                                      |
| Melhor marca do ano  | Melhor marca do ano (World leading)          | Recorde asiático      | Recorde asiático (Asian)              | DNS                        | Não largou (Did not start)                |   |                                      |
| Recorde nacional     | Recorde nacional (National record)           | Recorde europeu       | Recorde europeu (European)            | DNF                        | Não terminou (Did not finish)             |   |                                      |
| Recorde pessoal      | Recorde pessoal do atleta (Personal best)    | Recorde da Oceania    | Recorde da Oceania (Oceania)          | DSQ / DQ                   | Desclassificado (Disqualified)            |   |                                      |
| Recorde da temporada | Recorde da temporada do atleta (Season best) | Recorde sul-americano | Recorde sul-americano (South America) | NM                         | Sem marca (No mark)                       |   |                                      |